# المشاعرة
في الأدب الأردي والهندي المشاعرة هي ندوة شعرية. فهي مجلس يجتمع فيه الشعراء لإلقاء أعمالهم، وتعتبر بمثابة منتدى للتعبير الحر عن الذات. والمشاعرة على وزن «المُفاعلة» وهي المغالبة في الشعر، يقال شاعرني زيد أو شاعرت زيدا ويقال بعده فشعرني إذا كان هو الغالب في المشاعرة فشعرته إذا كنت أنا الغالب فشُعِر (على المجهول) إذا كان هو المغلوب فشُعِرت إذا كنت أنا المغلوب. ومنه التشاعر وقيل هو ادعاء الشعر. وقال الشاعر:

وجاحظ عصره في النثر صدقا
وفي وقت التشاعر بحتري
والمشاعرة معروفة في شمال الهند وباكستان وديكان وحيدر أباد. وذكر ابن عربشاه في عجائب القدور أن أهل خوارزم كانوا يقومون بالمشاعرة.

## في شبه القارة الهندية

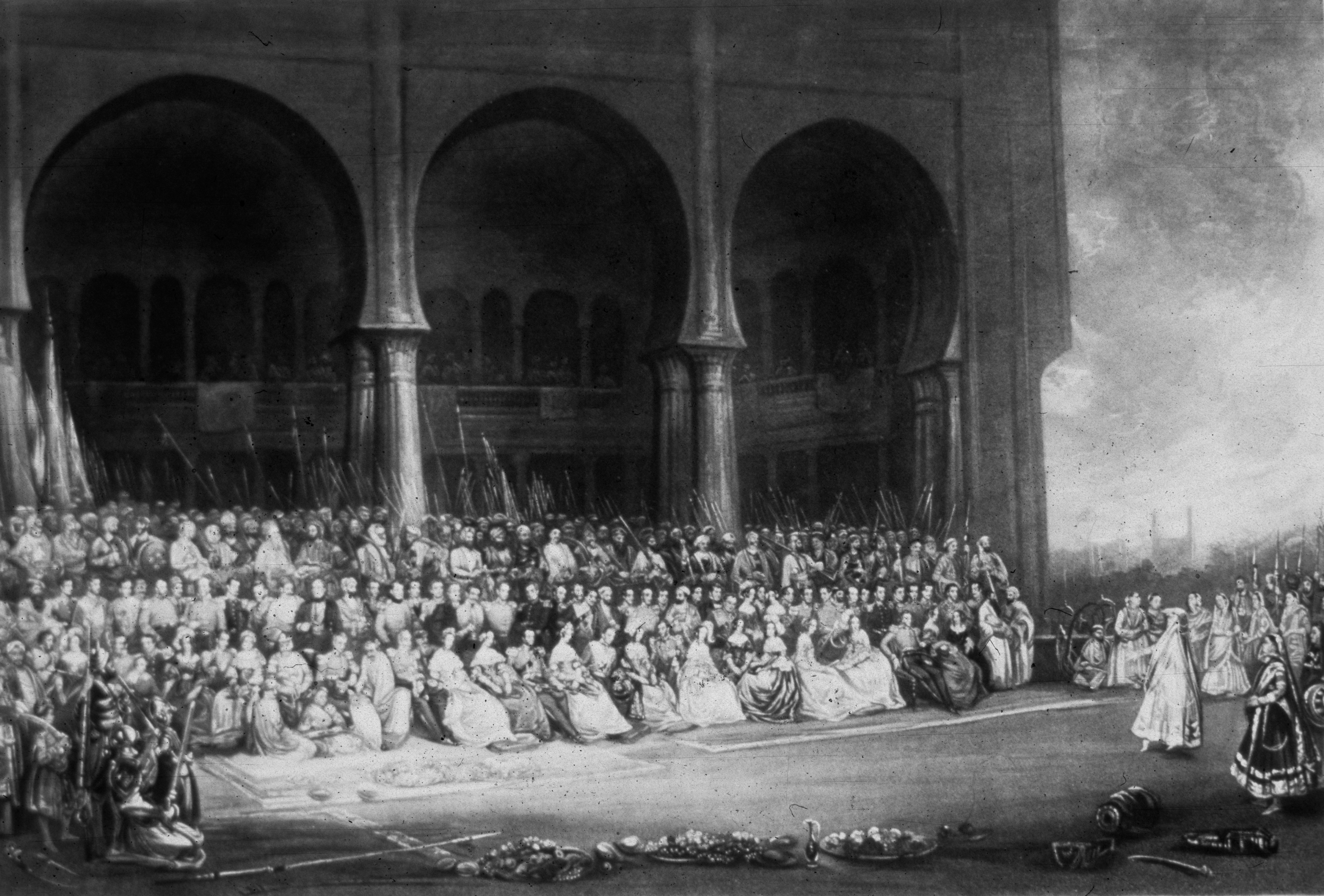
مشاعرة في حيدر أباد عام 1820

في شبه القارة الهندية قد انتشرت مجالس المشاعرة والشعر والغناء في الأسواق والحدائق العامة والمهرجانات وحتى المساجد والمدارس والبيوت كما تتنافس الشعراء في بلاطات الملوك والأمراء. والمشاعرة أو مجالس قول الشعر عادة راجت بين المسلمين في الهند منذ القديم وهي أشبه بأسواق العرب الأدبية القديمة. وكان بعض الشعراء يوجه الدعوة إلى عامة الناس لحضور هذه المجالس في منتصف كل شهر قمري.
تعد المشاعرة من أهم أسباب انتشار اللغة الأردية في شبه القارة الهندية وكانت أكبر دعاية لنشرها. فمنذ القِدم يحتفل الشعراء المسلمون الهنود باحتفالات المشاعرة ويسمونها بزم «حتى لا تجد قرية ولا مدينة الا وبها جامعة تخصصت في هذا الباب.» في العصر الحديث، تقدم الجوائز القيمة للسابق في مبارياتها، والجرائد الباكستانية والهندية والبنغالية زاخرة بالإعلان عن هذه المشاعرات وهم يشتركون فيها كما يشترك شباب البلاد الأخرى في الألعاب الرياضة والعلمية. وتدور مباراتها بدعوة من شاعرٍ مشهور وينشرها في الإعلانات والجرائد، ويرسلها أيضًا إلى الشعراء المعروفين محددًا موعدًا للاحتفال. فكل من يريد الاشتراك في هذه المباراة من جميع النواحي ينظم أشعارًا حسب ذوقه وطبعه مراعيًا الشروط المذكورة، ويحضر يوم المشاعرة ويسمع الحاضرين نظمه، والذي لا يستطيع الحضور لأمر ما يرسل نظمه إلى سكرتير الجماعة بزم ليلقيه أحد الحاضرين باسم الشاعر. وقد اشترك كبار الشعراء الأردية في هذه الاحتفالات أمثال غالب وذوق وأنيس واقبال.
يمكن أن تأخذ المشاعرة عدة أشكال. تقليديا، الغزل هو الشكل الشعري المحدد المستخدم، ولكن يُسمح أيضًا بأشكال أخرى من الشعر والتلاوة والغناء. إذا كان الشعر روح الدعابة في طبيعته، يشار إليه باسم مشاعرة مزاحية. غالبًا ما يتفاعل الجمهور مع الشعراء، بدعوات مشجعة في نهاية المقاطع التي تحظى بالتقدير. إذا كانت مقطع ثنائي بشكل خاص محل تقدير، فقد تكون هناك دعوات للشاعر لتكرارها، أو قد يكررها الجمهور تلقائيًا. ينفذ هذا الأخير عندما تقدّر أول مقطع من الشاعر. للشعر في باكستان والهند منزلة خاصة رفيعة، والكل يحاول أن ينظمه حتى الأطفال. ولذا تنشر فيهما مجلات خاصة للعناية بنتائج المشاعرة. 